# Rendering volumetrico
Volume rendering è una tecnica usata per mostrare una proiezione 2D di un insieme di dati discreto 3D.
Un tipico insieme di dati (data set) 3D è un gruppo di immagini 2D a fette ottenute da una TC o da una risonanza magnetica. Di solito queste vengono acquisite con un taglio uniforme (es. una fetta ogni millimetro) e di solito hanno un omogeneo numero di pixel. Questo è un esempio di una griglia volumetrica regolare, con ciascun elemento di volume, o voxel, rappresentato da un singolo valore che è ottenuto campionando l'area nelle vicinanze del voxel.
Per renderizzare una proiezione 2D di un data set 3D, è necessario definire una telecamera nello spazio relativo al volume. Inoltre è necessario definire l'opacità e il colore di ogni voxel. Questo di solito viene definito usando una funzione RGBA (per red, green, blue, alpha) che definisce il valore RGBA per ogni possibile valore di voxel.